# Gorina
Gorina je naselje u gradu Leskovcu, Jablanički upravni okrug, Srbija. Prema popisu iz 2022. godine u Gorini je živjelo 553 stanovnika.